# Перса (село)
Перса (груз. ფერსა) — село в Грузії.
За даними перепису населення 2014 року в селі проживає 223 особи.